# 尤吉尼奥·拉曼納
尤吉尼奥·拉曼納（義大利語：Eugenio Lamanna；1989年8月7日—）是一位意大利足球運動員，場上司职守門員，現效力於意乙球隊蒙扎。